# Hans Belting
Hans Belting (7. července 1935 Andernach – 10. ledna 2023 Berlín) byl německý historik a teoretik středověkého, renesančního a také moderního umění, který se zabýval i teorií obrazu.

## Život a působení
Narodil se v Andernachu v Německu, studoval na univerzitách v Mohuči a Římě a doktorský titul z dějin umění získal na Univerzitě Johannese Gutenberga. Následně dostal stipendijní pobyt ve výzkumném institutu Dumbarton Oaks (Harvardova univerzita), Washington, D.C.
Hans Belting vyučoval jako profesor na Hamburské univerzitě v roce 1966. V roce 1969 byl jmenován předsedou ústavu dějin umění na Univerzitě Heidelberg a mezi lety 1980 a 1992 působil jako profesor na Mnichovské univerzitě. V roce 1988 navštěvoval také Columbia University. Roku 1992 se stal spoluzakladatelem Akademie umění a designu na Staatliche Hochschule für Gestaltung Karlsruhe, kde následně vznikl Institut dějin umění a teorie médií. V roce 2003 zastával funkci předsedy v College de France v Paříži, kde přednášel o historii dívání se. Belting dále vyučoval jako externista na Severozápadní univerzitě a na École des Hautes Études v Paříži.
Mezi lety 2004 a 2007 vedl Belting Internationalen Forschungszentrums Kulturwissenschaften (Mezinárodní výzkumné centrum pro kulturní studia) ve Vídni.
Byl členem několika mezinárodních institucí včetně Heidelberg Academy of Sciences and Humanities, Wissenschaftskolleg v Berlíně, American Philosophical Society, Medieval Academy of America, Academia Europea, Ateneo v Benátkách. Byl také čestným členem Zentrum für Literatur- und Kulturforschung Berlin (od roku 2006), dále členem Order pour le Mérite of Arts and Sciences a také členem správní rady Museum Moderner Kunst (MUMOK) ve Vídni. V roce 1992 byl Belting uznán jako externí čestný člen Americké akademie umění a věd. V roce 2003 získal čestný titul Litterarum doctor od Londýnské univerzity. Roku 2015 získal prestižní Balzanovu cenu za mimořádný přínos ve studiu vizuálních a funkčních aspektů obrazu v západním světě, za originální přístup k interpretaci děl na křižovatkách kultur a období, a nakonec za přínos v oblasti studia uměleckých jazyků a jejich dopadu na současnou uměleckou tvorbu.

### Česká republika

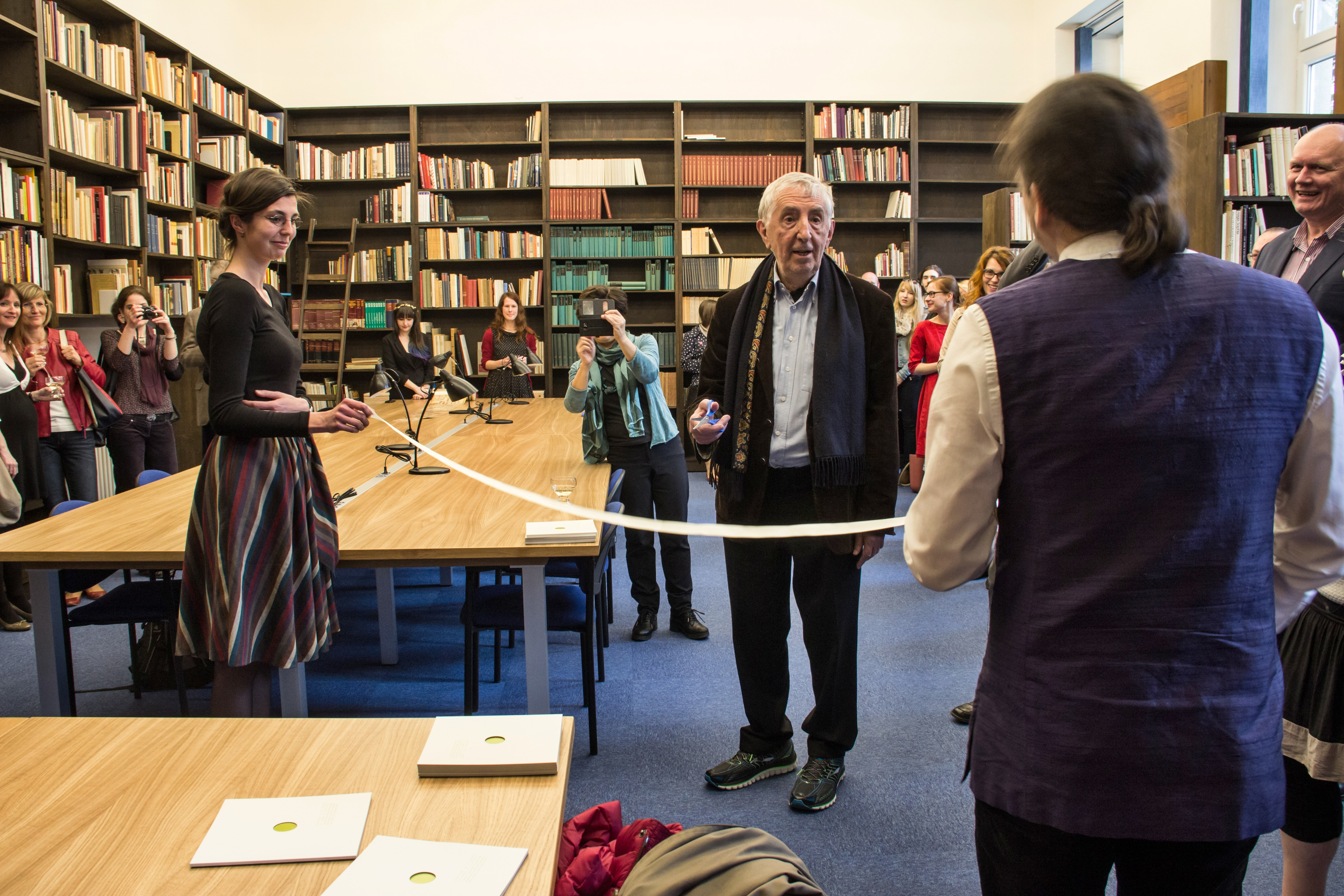
Hans Belting slavnostně stříhající pásku při otevírání knihovny

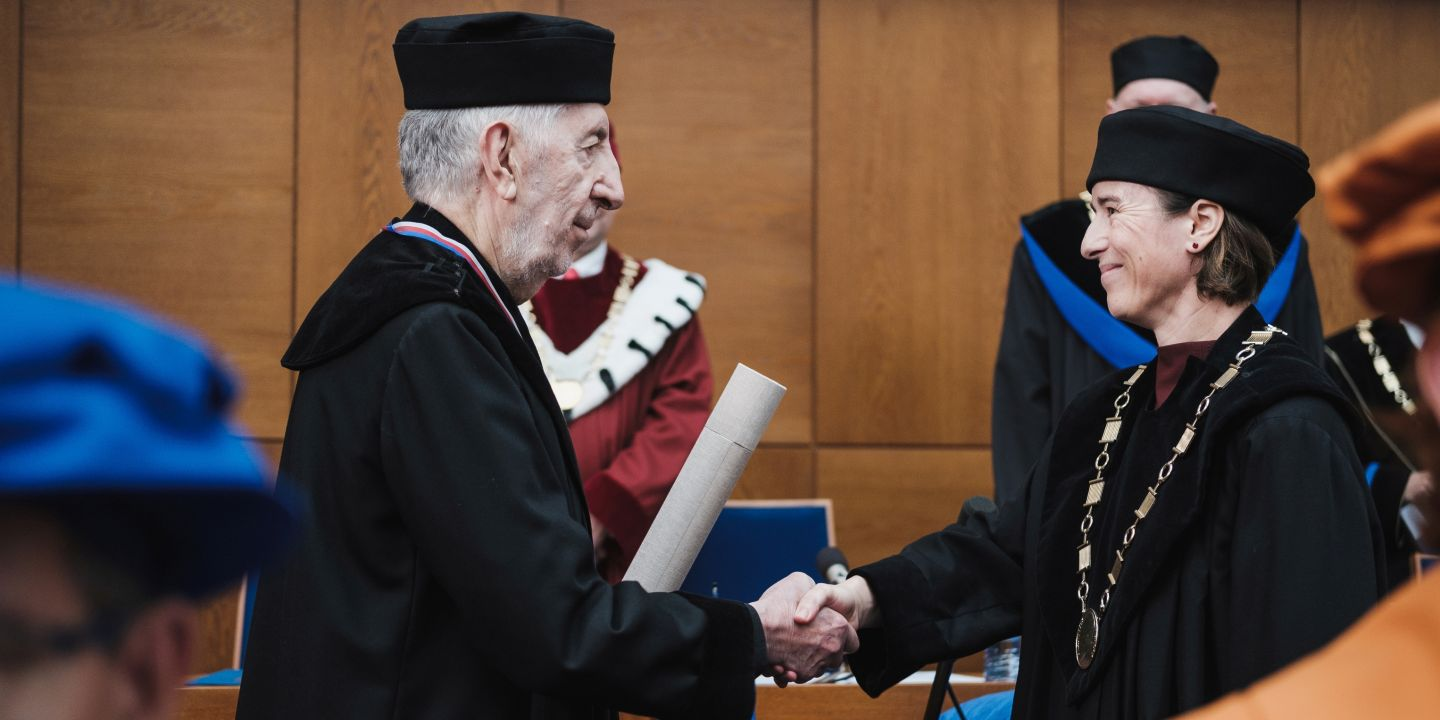
Hans Belting přebírající si čestný doktorát Masarykovy univerzity

V roce 2014 byl Hans Belting pozván Seminářem dějin umění MU do Brna, kde vystoupil s přednáškou Trace and Face: Open questions about the beginning of Christ’s images. Při další návštěvě v roce 2015 mu byla předána pamětní medaile Filozofické fakulty MU. Brněnští studenti dějin umění jej oslnili natolik, že další rok věnoval část své sbírky knih Semináři dějin umění MU, čímž vznikla v budově Filozofické fakulty Masarykovy univerzity knihovna zaměřená na středověk a byzanc. Nová knihovna nese jméno Hanse Beltinga a byla 19. dubna 2016 za jeho přítomnosti slavnostně otevřena. V listopadu 2017 se Belting zúčastnil brněnské konference Walking and the Iconic Presence. Dne 24. října 2019 byl Beltingovi slavnostně předán čestný doktorát Masarykovy univerzity.

## Publikace
Svoji první knihu publikoval Belting v roce 1962 (Die Basilica dei Ss. Martiri in Cimitile) a od té doby vyšlo jeho dalších více než 30 titulů. Jeho publikace věnující se umění od raného středověku do současnosti, antropologii a teorii obrazu, jsou uznávány mimo vědecké kruhy také laickou veřejností, proto se dočkaly i překladů do dalších jazyků.

## Výběr publikací
- Faces: Eine Geschichte des Gesichts, München: C. H. Beck, München, 2013
- Florence and Baghdad: Renaissance Art and Arab Science, 2011 (originál 2008)
- An Anthropology of Images: Picture, Medium, Body, 2011 (originál 2001)
- Looking through Duchamp's Door, 2010
- Hieronymus Bosch: Garden of Earthly Delights, 2005
- Art History after Modernism by Hans Belting, Mitch Cohen and Kenneth J. Northcott, 2003
- The Invisible Masterpiece, 2001
- Thomas Struth: Museum Photographs, Hans Belting and Thomas Struth, 2001
- The Germans and Their Art: A Troublesome Relationship, 1998
- Likeness and Presence: A History of the Image before the Era of Art, 1997 (originál 1990)
- Max Beckmann: Tradition as a Problem in Modern Art, 1989
- Konec dějin umění, 2000 (originál 1983)